# 直流電化
直流電化 （ちょくりゅうでんか） は、直流電源を用いる鉄道の電化方式。

## 概要
1879年にベルリン工業博覧会で世界最初の電車走行が実現した。この時の電力は直流を使用した。以降、第二次世界大戦後の商用周波数による交流電化が普及するまで、鉄道・軌道の電化方式は直流が標準的なものとなった。
方法としては、高圧 - 特別高圧（送電端6.6 kV - 77 kV）で受電した交流電力を、変電所にて必要な電圧に変換後、整流器で直流にし、電圧降下を抑えるための太い給電線（饋電線という）を通じ架線などに電力を供給する。架線電圧は、絶縁耐力からモータの製造可能な動作電圧を上限として500 - 3000 Vが選択されている。その中で、現在、世界的に多用されているものは600 V、750 V、1500 V、3000 Vの4種類である。通常は空中に張った架線に送電するが、トンネル断面を抑えたい地下鉄など、軌道の横に用意した給電用のレールに送電するケースもある（第三軌条方式を参照）。
交流は変圧が容易なため、交流電化方式では架線に特別高圧（≧ 10 kV）を用い、車上で降圧・整流してモータに供給するため、変電所間隔を50 km - 100 kmと広くとることができる。それに比べ、直流では500 V - 3000 Vという電圧値からの許容電圧降下が小さいため、太い架線や饋電線を使って電圧降下を抑えても変電所間隔が5 km - 10 km程度までしか拡げられず、結果として多数の変電所を必要とする。最近では、太い吊架線を饋電線と兼用とする饋電吊架方式にして饋電線を省略する事例もある。
特に日本における国鉄での事例では、直流変電所へ入る特別高圧送電線の送電端22 kV規格（受電端20 kV）を変圧して直流1500 Vを得ることが標準的だったものを、交流電化に際して送電電圧の20 kVをそのまま採用して開発試験を行い、定着した経過があるため、直流変電所を地上側に作るか、車上側に作るか（交流電化）、という選択であったとされている。なお、現在の受電電圧は受電電力の大きさから66 kVないし77 kV以上が主で、22 kVはローカル私鉄など比較的小容量のものである。なお烏山駅の充電設備は6.6 kV受電である。
直流電化では地上設備側のコストが高くつくが、車両の製造コストは交流車両にくらべて安い。したがって、運転頻度が高く、編成両数の多い路線や1両当たりの扉数の多い車両の多い路線、旅客流動が多い割にホーム有効長に余裕のない駅の多い路線に向いた電化方式といえる。北陸本線のように、列車本数を増やすため、および他線区からの直通を目的として、交流電化区間の一部を直流電化に転換する例もある。
また、電圧の高い交流電化に比べて絶縁距離を小さくできるので、結果として周囲の建築物との距離を小さくできる。そのため、トンネル断面の制約のある地下鉄では直流電化が大多数である。非電化であった七尾線を電化するにあたり、交流電化の金沢駅に乗り入れする運転系統であるにもかかわらず、従来の小断面トンネルをそのまま利用するため、直流電化とされた例もある。
直流電化では、一般的に変電所から車両へ送る電流を架線に、車両から変電所へ戻る電流（帰線電流と言う）を走行用のレールに流す。これは、プラス用・マイナス用の2本の架線やパンタグラフを用意するのは複雑化やコスト上昇の原因となるためである。なお、架線ではなく別にもう1本のレールを敷設する場合がある（第三軌条方式）。
なお、変電所にて交流から直流に変換する際に電源周波数も変更できるため、交流電化とは違い電源周波数の影響を受けにくいメリットもある。

## 整流方式
交流から直流に変換する方法としては、800V程度までの低い電圧には、かつては回転変流機などの回転機が用いられ、後に静止型として高圧にも使える水銀整流器が用いられたが、安定した大電力用シリコンダイオードの出現でこれに移行した。

### 回転変流機／電動発電機
「回転変流機」は交流側ー直流側で回転電機子と界磁を共用とする交流ー直流の変換を行う同期回転機であり
、「電動発電機」よりも大出力を扱えて効率の良いため電鉄の直流変電所に主に用いられた。
電動発電機は電動機で直流発電機を回す組み合わせて交流と直流の変換を行う回転機であるが、小型化で回転変流機に劣りあまり用いられなかった。
回転変流機では、巻線が交直共通で電流が相殺され、負荷電流による電機子反作用が交直共通巻き線で相殺されて、同寸法の電動発電機方式よりも遥かに大きな電力を扱えた事により鉄道用直流発生装置に多用されたもの。
信越本線横川駅 - 軽井沢駅間の碓氷峠アプト式区間の電化は回転変流機を使って行われた。
整流子の絶縁の問題で800 Vを越える電圧の回転変流機は安定的に作れなかった。電動発電機も回転変流機も可逆的であり電源側への電力回生を許容する。

### 水銀整流器
回転機の整流子の保守を避けたい場合やもっと高電圧を使う場合には「水銀整流器（管）」を使った。電力回生が必要な場合は、ゲート制御電極付き水銀整流器を使って、逆接続の回路を設けて電力回生に必要な交流の逆方向電流を許容した構成にした。日本では陰極共通のガラス製の三相用3 - 6陽極水銀整流器をその形状から「タコ」と呼んだ。
大型の水銀整流器は鉄槽型で、陽極数は6極、12極があり、真空ポンプで真空状態を作って動作させたが、その補助ポンプに高真空を作る水銀拡散ポンプを必要とし、動作温度範囲が狭く陰極の予熱が必要だったり、アークの電圧降下も20 V弱 - 数10 Vあって損失も大きく、逆弧の発生など扱いが大変だった。
なお、イグナイトロン、エキサイトロンはゲート電極付き単極水銀整流器の一種であり、それを封じ切り構造とした車載用製品を初期の交流電気機関車に採用している。走行振動によるアーク不安定、（センタータップ式整流回路での2組の電圧切替を避ける）高圧タップ式電圧切替の絶縁などのトラブルに悩まされて、安定な大電力シリコン整流器の台頭で次々換装された。

### シリコン整流器
後年、電力損失が少なく、動作や寿命が安定した大電力用のシリコンダイオードが開発されて以降、シリコン整流器方式が主流となった。シリコン整流器は順方向の電圧降下が、逆耐電圧で3素子直列としても1 V×3×2前後で済む。また、予熱が不要で高効率のうえ、動作が安定しているため、水銀整流器を駆逐した。
しかしシリコン整流器は制御ゲートがないため、交流位相に合った逆方向電流を流すことができない。そのため電力回生は不可能である。
冷却方式は、以前はファンによる風冷式→油入自冷式→フロン沸騰冷却式→パーフロロカーボン（PFC）沸騰自冷式と進化した。しかし、フロンやPFCが1997年京都会議において地球温暖化の規制物質として指定されたため、近年では純水沸騰自冷式（ヒートパイプ式）が主流となっている。

### サイリスタ(SCR)整流器
制御電極（ゲート電極）の付いた半導体素子をサイリスタと呼ぶ。シリコン整流器の一部のダイオードをサイリスタに置き換えることにより水銀整流器同様に位相制御をして電圧調整をしたり、電力回生制動に用いたり、定格出力以上で電圧を下げる垂下特性を実現することができる。
サイリスタ位相制御の一部分を抜き出した回路に近く、位相制御と整流が別になったサイリスタ混合ブリッジ回路と、ダイオードブリッジをサイリスタに置き換えて位相制御と整流を同時に行うサイリスタ純ブリッジ回路の2種類が存在するのも同様である。
回生制動が可能になったが、他に力行車両がない場合は回生失効するので、大落差降坂などの回生電力を確実に消費させるためには回生電力吸収装置とトロリ線(陽極)とレール(負極)との間にGTOチョッパと抵抗器を直列に接続して、回生電力を抵抗器で消費させるサイリスタチョッパ抵抗や、直流変電所に回生電力を電源側に送り返すサイリスタインバータが必要になる。
パルス幅変調整流器と共に、VVVFインバータと併用した場合両者をまとめて、Converter・Inverterの頭文字からCI装置や主変換装置と称する。

### パルス幅変調整流器
マイコンによりPWM（Pulse Width Modulation=パルス幅変調）で制御されるサイリスタやトランジスタのブリッジ回路で構成される。回生制動時は単相交流を出力するPWMインバータとして機能するのがこの方式の特徴である。とくにIGBT素子の性能向上とコンピュータによるきめ細かな制御により整流時は脈流の低減、また回生制動時は高調波の少ない交流を安定して出力できるため交流電化区間での回生制動も積極的に行われるようになり、現在の主力となる。PWMコンバータと称するのが一般的。
GTOサイリスタやIGBTにダイオードを1つずつ逆並列に接続して還流ダイオードとし、これを2個直列、それをさらに2組並列接続したものである。実際には電力回生時の高調波低減のためこれらのスイッチング素子と大容量コンデンサとの組を2つ直列接続して中間電圧を作成し、マイコンによって各整流器間で90度の位相差制御をすることで0 %、50 %、100 %の3段階の電圧を生成する3レベル方式が主流である。

## 整流回路

### センタータップ式
整流回路は、水銀整流器に陰極共通の3相 - 6相用水銀整流器が使われ、その陰極付属設備は相互絶縁が必要なのでそれを一本化したいことから、トランスとの接続回路は逆極性の巻線の半波整流を合成して全波整流（両波整流）とする「センタータップ式全波整流」が基本とされた。さらに巻線の流通角が小さく非効率な欠点があり、次項の改良をして多用した。半波整流ではトランス鉄心に直流磁化を生じて変圧に支障を来すのに対し、センタータップだと磁化方向を相殺するので必須の接続である。

### 相間リアクトル付2重星形結線
センタータップ接続整流は流通角が小さくトランス巻線の利用率が悪く大型化させるので、巻線をセンタータップ部で分離し相間リアクトルを挿入してその中央から直流を得ることでトランス各巻線の流通角を大きくして実効容量低下を抑えている。この接続を特に「相間リアクトル付2重星形結線」と呼んで三相交流を水銀整流器で整流する際の標準的結線となった。三相交流では6相式（6パルス式）となる。

### ダイオード・ブリッジ式
シリコン整流器に換わると、当初は水銀整流器を置き換えただけの「相間リアクトル付2重星形結線」で使ったが、水銀整流器のような複雑な陰極付属設備が要らないため整流器を「ブリッジ接続全波整流」としてトランス巻線の単純化を図った。三相交流では6相（6パルス）式となる。

### 12相式
リップル（脈動）分を小さくするため、特に大出力変電所では三相交流をそのまま全波整流して6相整流するのではなく、3相Y結線とΔ結線の巻線を組み合わせて位相差30度の交流を作ってそれぞれ整流して直列、或いは並列に重畳し合計12相（12パルス）整流とすることで脈動周波数を2倍に、脈動振幅を4半分以下にした。

### 平滑リアクトルと高調波フィルター
整流回路で整流された電流は脈流であり、そのままでは直流モータに適さない。そのため平滑リアクトルを直列に挿入してリップル（脈動）分を阻止した後、電車線へ向けて送電される。
平滑リアクトルはリップル周波数に比例してインピーダンスが大きくなるため、同じリップル電圧に抑えようとする場合、リップル周波数が高いほうがサイズの小さなリアクトルを使用できる。6相整流と12相整流を比べるとリップル電圧は4半分より更に小さくなり、リップル周波数は倍になるので12相方式は脈動抑制に大変有効である。
更にリップル分による通信線への障害軽減のため、平滑リアクトルの負荷側に直列共振による高調波フィルター群を設置して脈動分を短絡している。
6相式で基本周波数の6倍、12倍、18倍、24倍の高調波（50 Hz系で300 Hz×N、60 Hz系で360 Hz×N）を、12相式で基本周波数の12倍、24倍の高調波（50 Hz系で600 Hz×N、60 Hz系で720 Hz×N）を直列共振回路で短絡している。しかし負荷側である電車線のインピーダンスが極めて低いためか実際にはあまり有効に機能していない様であり、撤去が検討される場所もあり、逆に誘導障害が現れれば現フィルター後段にもう1段の逆L型LCフィルターが必要になる。
| |        |         |         |         |
| \| L [mH] \| C [μF] \| \| fr [Hz] \| 50 Hz比 \| \| ------ \| ------ \| ------- \| ------- \| ------- \| \| 2.3 \| 122 \| \| 300.5 \| 6.0 \| \| 2.85 \| 25 \| 596.2 \| 11.9 \| \| \| 1.26 \| 24 \| 915.2 \| 18.3 \| \| \| 0.93 \| 16 \| 1,304.7 \| 26.1 \| \| |        |         |         |         |
| L [mH] | C [μF] |         | fr [Hz] | 50 Hz比 |
| 2.3 | 122    |         | 300.5   | 6.0     |
| 2.85 | 25     | 596.2   | 11.9    |         |
| 1.26 | 24     | 915.2   | 18.3    |         |
| 0.93 | 16     | 1,304.7 | 26.1    |         |

| ＼   | 次 数 | L [mH] | L [mH] | C [μF] |       | 実効 抵抗 Ω | 定格 電流 A |
| ＼   | 次 数 | 50 Hz  | 60 Hz  | C [μF] |       | 実効 抵抗 Ω | 定格 電流 A |
| ---- | ----- | ------ | ------ | ------ | ----- | ----------- | ----------- |
| 6相  | 6     | 1.2    | 0.82   | 240    |       | ≦0.07       | 80          |
| 6相  | 12    | 0.4    | 0.27   | 180    | ≦0.10 | 20          |             |
| 6相  | 18    | 0.25   | 0.18   | 120    | ≦0.15 | 20          |             |
|      |       |        |        |        |       |             |             |
| 12相 | 12    | 0.4    | 0.27   | 180    |       | ≦0.10       | 40          |

## 鉄道車両への送電
直流変電所からは故障時の電流を遮断可能な高速度遮断器を通じ、饋電線へ直流電力を供給する。特徴的なのは電気機関車や超大編成の電車の場合、一編成で消費する電流がきわめて大きく（2000 Aにも達する）、故障時の電流と区別がつきにくいことから電流変化率により遮断するΔI形故障選択装置や故障箇所の直近両端の変電所からの送電を停止する連絡遮断装置を設ける。

## 採用事例
以下に、各国での採用例の一覧を挙げる。
ただし、路面電車、ライトレール、およびそれに準じる規格の鉄道は除いた。
英語版のen:List of current systems for electric rail tractionを参考にした。
| 国および地域名         | 電圧(V) | 集電方式   | 事業者もしくは路線                                                       | 備考                                   |
| ---------------------- | ------- | ---------- | ------------------------------------------------------------------------ | -------------------------------------- |
| 中華人民共和国         | 1500    | 架空線式   | 香港MTR、上海地下鉄、広州地下鉄、大連地下鉄3号線                         |                                        |
| インド                 | 750     | 第三軌条式 | コルカタ地下鉄                                                           |                                        |
| インド                 | 1500    | 架空線式   | ムンバイ近郊鉄道                                                         |                                        |
| 日本                   | 600     | 第三軌条式 | （後述）                                                                 |                                        |
| 日本                   | 750     | 第三軌条式 | （後述）                                                                 |                                        |
| 日本                   | 1500    | 架空線式   | （後述）                                                                 |                                        |
| 朝鮮民主主義人民共和国 | 3000    | 架空線式   |                                                                          |                                        |
| 大韓民国               | 1500    | 架空線式   | ソウル、釜山、仁川、大邱、光州、大田の地下鉄                             |                                        |
| シンガポール           | 750     | 第三軌条式 | SMRT（シンガポール地下鉄）                                               |                                        |
| シンガポール           | 1500    | 架空線式   | SBSトランジット 北東方面路線                                             |                                        |
| 台湾（中華民国）       | 750     | 第三軌条式 | 台北捷運、高雄捷運、台中捷運他                                           |                                        |
| タイ王国               | 750     | 第三軌条式 | BTS（高架鉄道）、バンコク・メトロ                                        |                                        |
| 南アフリカ共和国       | 3000    | 架空線式   |                                                                          |                                        |
| オーストリア           | 750     | 第三軌条式 | ウィーン路線網（ウィーン地下鉄）                                         |                                        |
| ベルギー               | 3000    | 架空線式   | ベルギー国鉄                                                             | 国内標準                               |
| チェコ                 | 750     | 第三軌条式 | プラハ地下鉄                                                             |                                        |
| チェコ                 | 1500    | 架空線式   |                                                                          | 2路線のみ                              |
| チェコ                 | 3000    | 架空線式   | 鉄道施設管理公団（SŽDC）                                                 | 北部国鉄路線                           |
| デンマーク             | 750     | 第三軌条式 | コペンハーゲン地下鉄                                                     |                                        |
| デンマーク             | 1650    | 架空線式   | コペンハーゲン近郊（Sバーネ）                                            |                                        |
| イギリス               | 750     | 第三軌条式 | ロンドン南郊ほか                                                         |                                        |
| イギリス               | 1500    | 架空線式   | ニューカッスル近郊                                                       |                                        |
| フィンランド           | 750     | 第三軌条式 | ヘルシンキ地下鉄                                                         |                                        |
| フランス               | 750     | 第三軌条式 | パリ地下鉄                                                               |                                        |
| フランス               | 1500    | 架空線式   | フランス国鉄                                                             |                                        |
| ドイツ                 | 750     | 第三軌条式 | ベルリン地下鉄、ミュンヘン地下鉄、ニュルンベルク地下鉄、ハンブルク地下鉄 |                                        |
| ドイツ                 | 800     | 第三軌条式 | ベルリンSバーン                                                          |                                        |
| ドイツ                 | 1200    | 第三軌条式 | ハンブルクSバーン                                                        |                                        |
| ハンガリー             | 750     | 第三軌条式 | ブダペスト地下鉄                                                         |                                        |
| イタリア               | 3000    | 架空線式   | イタリア鉄道                                                             | 国内標準                               |
| ノルウェー             | 750     | 第三軌条式 | オスロ T-bane                                                            |                                        |
| オランダ               | 1500    | 架空線式   | オランダ鉄道                                                             | 国内標準方式                           |
| ポーランド             | 3000    | 架空線式   | ポーランド国鉄                                                           |                                        |
| ポルトガル             | 750     | 第三軌条式 | リスボンメトロ                                                           |                                        |
| ポルトガル             | 1500    | 架空線式   |                                                                          | Cascais線                              |
| ルーマニア             | 750     | 第三軌条式 | ブカレスト地下鉄                                                         |                                        |
| スロバキア             | 600     | 架空線式   | スロバキア国鉄トレンチーン電気鉄道（TREŽ）                               | 狭軌（760 mm軌間）の国鉄線             |
| スロバキア             | 1500    | 架空線式   | スロバキア国鉄タトラ電気鉄道（TEŽ）                                      | 狭軌（1000 mm軌間）の国鉄線            |
| スロバキア             | 3000    | 架空線式   | スロバキア国鉄（ŽSR）                                                    | 標準軌線および広軌線（おもに東部路線） |
| スロベニア             | 3000    | 架空線式   | スロベニア鉄道                                                           |                                        |
| スペイン               | 1250    | 架空線式   | バルセロナ地下鉄                                                         |                                        |
| スペイン               | 1500    | 架空線式   | メトロバレンシア                                                         |                                        |
| スペイン               | 3000    | 架空線式   | レンフェの在来線                                                         |                                        |
| スイス                 | 1500    | 架空線式   | インターラーケン近郊の私鉄                                               |                                        |
| 旧ソビエト連邦各国     | 825     | 第三軌条式 | モスクワ地下鉄                                                           |                                        |
| 旧ソビエト連邦各国     | 3000    | 架空線式   |                                                                          |                                        |
| ブラジル               | 1500    | 架空線式   |                                                                          |                                        |
| アメリカ合衆国         | 600     | 第三軌条式 | ニューヨーク市地下鉄、シカゴ・L、パストレインなど                        |                                        |
| アメリカ合衆国         | 750     | 第三軌条式 | ワシントンメトロ、ロングアイランド鉄道など                               |                                        |
| カナダ                 | 600     | 第三軌条式 | トロント市地下鉄                                                         |                                        |
| カナダ                 | 750     | 第三軌条式 | モントリオール地下鉄                                                     |                                        |
| オーストラリア         | 1500    | 架空線式   | シティレール（シドニー）、メルボルン近郊                                 |                                        |
| ニュージーランド       | 1500    | 架空線式   | ウェリントン近郊                                                         |                                        |

### 日本
現在、日本国内の電化鉄道および軌道では、新幹線と北海道、東北、九州の各地方の大半のJR線を除いた電化路線の多くで、直流電化を採用している。なお、これらの鉄道事業者の大半は、自前の発電所や送電網を持つ東日本旅客鉄道（JR東日本）の首都圏など一部地域を除き、各電力会社から電力を購入している。ただし、第二次世界大戦以前は自前の発電所や給電施設を持ち、沿線の住宅などに電力を供給する事業を行っていた会社や、電力会社の子会社であったものが、戦時体制による強制再編で電力事業を奪われた事業者もある。

#### 法規制
電化線路は電気工作物であり電気設備に関する技術基準を定める省令の規制を受ける。同省令の解釈第203条の条文は以下のとおり。
1. 使用電圧は、低圧又は高圧であること。
2. 架空方式により施設する場合であって、使用電圧が高圧のものは、電気鉄道の専用敷地内に施設すること。
3. サードレール式により施設する場合は、地下鉄道、高架鉄道その他人が容易に立ち入らない専用敷地内に施設すること。
4. 剛体複線式により施設する場合は、人が容易に立ち入らない専用敷地内に施設すること。ただし、次のいずれかによる場合は、この限りでない。
  1. 電車線の高さが地表上5 m（道路以外の場所に施設する場合であって、下面に防護板を設けるときは、3.5 m）以上である場合
  2. 電車線を水面上に、船舶の航行等に危険を及ぼさないように施設する場合

実際の運用として日本においては以下のようになっている。
- 直流高圧の架空方式の電車線路は 600 V、750 V、1500 Vが見られたが、現在は主に1500 Vが用いられている。過去には1200 Vを採用した路線も存在したが、昇圧により消滅している。
- 第三軌条方式の電車線路は架線よりも大電流の供給が可能なため、また、感電や短絡事故を避けるため低圧の750 Vまたは600 Vを採用している。
- 併用軌道など、専用敷地外では低圧を用いる。
  - 京阪電気鉄道京津線びわ湖浜大津駅付近の併用軌道区間で1500 Vが採用されているなど、特例による例外もある。

なお索道および鋼索鉄道（ケーブルカー）の電車線路にあっては架空電車線に限られ、かつ、300 V以下とすることが電気設備技術基準・解釈 第217条にて定められている。

#### 1500 V電化の例
日本最初の事例は、1923年の大阪鉄道（現・近畿日本鉄道南大阪線他）である。
- 国鉄・JRの直流電化路線。1960年代までは国鉄線でも600 Vの路線があったがすべて1500 Vに昇圧された。
- 大手私鉄や一部中小私鉄、第三セクターの鉄道線
- 架空電車線方式の地下鉄路線（上記JRや私鉄と直通運転を行う地下鉄、リニアモーター式地下鉄など）
- 鉄道路線として2025年時点で営業しているモノレールの大半の路線。ただし東京モノレール羽田空港線は750 Vであるほか、廃止路線では東京都交通局上野懸垂線が600 V、スカイレールサービス広島短距離交通瀬野線が440 V。
- HSST方式の磁気浮上式鉄道。現在の実用例は愛知高速交通東部丘陵線（リニモ）のみ。

#### 750 V電化の例
- 大阪市高速電気軌道（Osaka Metro） - 第三軌条方式の各線 （架空電車線方式の堺筋線・長堀鶴見緑地線・今里筋線は1500 V）
  - これらの路線に直通する北大阪急行電鉄南北線・近鉄けいはんな線
- 横浜市営地下鉄ブルーライン（架空電車線方式のグリーンラインは1500 V）
- 札幌市営地下鉄南北線（架空電車線方式の東西線・東豊線は1500 V）
- 小田急箱根鉄道線（箱根登山電車） - 箱根湯本駅 - 強羅駅間 （小田原駅 - 箱根湯本駅間は1500 V）
- 遠州鉄道鉄道線（新浜松駅 - 西鹿島駅）
- 四日市あすなろう鉄道内部線・八王子線
- 三岐鉄道北勢線（三岐線は1500 V）
- 伊予鉄道横河原線・郡中線
- 宇都宮ライトレール宇都宮芳賀ライトレール線

#### 600 V電化の例
- ほとんどの路面電車
- 伊予鉄道高浜線
  - 大手町駅、古町駅で大手町線との平面交差があるため
- 東急電鉄世田谷線
- 江ノ島電鉄線
- 東京地下鉄 - 銀座線・丸ノ内線
- 静岡鉄道
- 北陸鉄道石川線（浅野川線は1500 V）
- 名古屋市営地下鉄 - 東山線・名城線・名港線
- 叡山電鉄
- 銚子電気鉄道線
- えちぜん鉄道・福井鉄道全線
- 筑豊電気鉄道
- 熊本電気鉄道

### フランス
フランス国鉄 (SNCF) の電化路線では戦前、直流1500 V電化が主流であった。戦後は、商用周波数交流を用いた交流電化 (50 Hz / 25000 V) が実用化され、戦後に電化された路線は交流中心である。北部、東部、ブルターニュ地域圏、プロヴァンス＝アルプ＝コート・ダジュール地域圏のマルセイユから東側、ローヌ＝アルプ地域圏の一部の在来線とLGV（TGVが走る高速新線）全線は交流電化、その他の地域は直流電化である。パリ基準では、サン・ラザール駅・パリ北駅・パリ東駅が交流電化、リヨン駅・オステルリッツ駅・モンパルナス駅は直流電化となる。ちなみに、TGVは全車交直両用仕様になっており、交流のLGV区間から直流の在来線への直通は容易である。

### イタリア
イタリア鉄道の電化路線では、3000 Vが多用されている。
高速新線であるTAV（ディレッティシマ）については、初期に建設されたフィレンツェ-ローマ高速線は在来線と同様に直流3000 Vで電化されたが、後に建設されたディレッティシマではフランスのTGVと同様に交流50Hz 25000 Vで電化されている。

### ドイツ・オーストリア・スイス
戦前から低周波交流による交流電化が進んだこれらの国では、国有鉄道（スイス連邦鉄道、オーストリア連邦鉄道、ドイツ鉄道。ドイツ鉄道は民営化）の幹線路線では直流電化は見られないが、ベルリンやハンブルクの通勤電車では第三軌条集電式の直流電化が採用されている。

### 韓国
韓国では、原則的に地下鉄路線は1500 Vによる電化がなされている。韓国鉄道公社 (KORAIL) が運営する広域電鉄は一山線を除き交流電化 (60 Hz / 25000 V) が採用され、直通運転する地下鉄路線との境界にはデッドセクションが設けられている。